# 4739 Томаренс
4739 Томаренс (4739 Tomahrens) — астероїд головного поясу, відкритий 15 жовтня 1985 року.
Тіссеранів параметр щодо Юпітера — 3,347.